# Canistrum triangulare
Canistrum triangulare är en gräsväxtart som beskrevs av Lyman Bradford Smith och Raulino Reitz. Canistrum triangulare ingår i släktet Canistrum och familjen Bromeliaceae. Inga underarter finns listade i Catalogue of Life.